# Serik Sapiyev
Serik Sapiyev (n. 16 noiembrie 1983, Abai qalasy⁠(d), RSS Kazahă, URSS) este un boxer ce a reprezentat Kazahstan, medaliat olimpic. A participat la 2 ediții ale Jocurilor Olimpice (2008, 2012) în care a câștigat o medalie de aur.